# Транссудат
Транссудат (від лат. Trans-через і sudo-упріваю) — рідина набряків, нагромаджується в тканинних щілинах і в порожнинах тіла і за своїм складом нагадує лімфу.
Зазвичай транссудат буває безбарвномутним або блідожовтуватим або прозорим. Рідше він виявляється ледь мутним маючи в собі домішки злущенного епітелію порожнин, лімфоцитів, крапельок жиру тощо. Іноді транссудат містить пухкі желатиноподібні маси фібрину (hydrops fibrinosus). Питома вага транссудату коливається в межах 1,006-1,012 (запальний ексудат 1,018-1,020). Вміст білка в транссудаті зазвичай не перевищує 3 %, але коливається все-таки в широких межах (0,5-3 %). Безсумнівно спостерігаються транссудат з вмістом білка понад 3 %, що наближаються в цьому відношенні до ексудату, наприклад при нефротичних набряках, в деяких випадках асциту і т. ін. За інших умов чим більше термін з моменту розвитку транссудату, тим більше білка в транссудаті. Білками транссудату є сироватковий альбумін і глобулін, рідше, як вказувалося, фібрин. Склад солей б. або м. відповідає кров'яної сироватці, хоча й тут можуть спостерігатися значні коливання. Колоїдно-осмотичний тиск у транссудаті низький; тому різниця між колоїдно-осмотичним тиском крові і транссудатом дуже велика.

## Транссудат і ексудат
На практиці відрізнити транссудат від ексудата не важко, проте в деяких випадках межі між цими двома видами патологічних рідин стираються: транссудат виявляється мутнуватим, кількість білка в ньому зростає до 4-5 % і т. д. Вирішення питання в таких випадках краще за все шукати у вивченні всього комплексу явищ клінічних проявів, Анат. і бактеріол. порядку (болю, температурна реакція, запальна гіперемія, крововиливи, наявність мікроорганізмів в рідині і т. ін.). З іншого боку, слід мати на увазі, що між транссудатом і ексудатом взагалі не має абсолютних кордонів, тому що ті фактори, які мають патогенетичне значення при набряках у вигляді порушення осмотичного, онкотичного тисків, токсичних, застійних явищ у тканинах, спостерігаються в різного рівня і при запальній ексудації. Необхідно пам'ятати також про те, що транссудат легко інфікується, в силу чого виникають змішані картини транссудат-ексудативних комплексів, напр. гідроторакс-плеврит, асцит-перитоніт і т. д. Для відмінності транссудат від ексудата запропоновані деякі реакції (проби). Проба Моріца-Рівальта заснована на тому, що слабкий розчин оцтової кислоти з транссудатом не дає помутніння. Але ця проба має дуже відносне значення.